# H. B. Parkinson
Pour les articles homonymes, voir Parkinson.
H. B. Parkinson est un producteur, réalisateur et scénariste britannique né le 29 septembre 1884 à Blackburn au Royaume-Uni, mort le 19 août 1970.

## Filmographie

### Comme producteur
- 1918 : Rock of Ages (en)
- 1919 : Westward Ho!
- 1919 : La Loi de l'enfant (A Little Child Shall Lead Them) de Bertram Phillips
- 1919 : Her Cross
- 1919 : Darby and Joan
- 1920 : The Story of the Rosary
- 1920 : The Law Divine
- 1920 : The Channings
- 1920 : Calvary
- 1921 : The Scallywag
- 1921 : The Prodigal Son
- 1921 : Mother's Darling
- 1921 : Miss Charity
- 1921 : The Marriage Lines
- 1921 : Love at the Wheel
- 1921 : Lost, Stolen or Strayed
- 1921 : The Lady in Black
- 1921 : Hard Cash
- 1921 : The God in the Garden
- 1921 : The Girl Who Came Back
- 1921 : Fight in a Thieve's Kitchen
- 1921 : Corinthian Jack
- 1922 : Whispering
- 1922 : When Shall We Meet Again?
- 1922 : We All Walked Into the Shop
- 1922 : Vanity Fair
- 1922 : Il Trovatore
- 1922 : La Traviata
- 1922 : Trapped by the Mormons
- 1922 : ¸La Tosca
- 1922 : Ticket o' Leave
- 1922 : There's a Vacant Chair at Home Sweet Home
- 1922 : Tense Moments with Great Authors
- 1922 : Tense Moments from Opera
- 1922 : Tense Moments from Great Plays
- 1922 : Ta-Ra-Ra-Boom-De-Re
- 1922 : A Tale of Two Cities
- 1922 : The Street Tumblers
- 1922 : Smilin' Thro'
- 1922 : Sir Rupert's Wife
- 1922 : The Sheik
- 1922 : Scrooge (it)
- 1922 : Sappho
- 1922 : Samson and Delilah
- 1922 : Sal Grogan's Face
- 1922 : The Road to Heaven
- 1922 : Rigoletto
- 1922 : The Parson's Fight
- 1922 : Old Pal Why Don't You Answer Me?
- 1922 : The Old Actor's Story
- 1922 : Nancy
- 1922 : Moths
- 1922 : Martha
- 1922 : Married to a Mormon
- 1922 : Maritana
- 1922 : Make Believe
- 1922 : The Magic Wand
- 1922 : Macbeth
- 1922 : London's Burning
- 1922 : The Lily of Killarney
- 1922 : The Lights o' London
- 1922 : Just Keep a Thought for Me
- 1922 : I Thought You Loved Me as I Loved You
- 1922 : In the Signal Box
- 1922 : In My Heart, on My Mind, All Day Long
- 1922 : I'd Love to Fall Asleep and Wake Up in My Mammy's Arms
- 1922 : Fra Diavolo
- 1922 : Faust
- 1922 : Fallen by the Way
- 1922 : Fagin
- 1922 : East Lynne
- 1922 : Don Juan
- 1922 : David Garrick
- 1922 : Crushing the Drug Traffic
- 1922 : Cocaine
- 1922 : Carmen
- 1922 : The Bride of Lammermoor
- 1922 : Bleak House
- 1922 : Billy's Rose
- 1922 : At Trinity Church I Met My Doom
- 1922 : Angels, We Call Them Mothers Down Here
- 1923 : A Gamble with Hearts
- 1926 : The Life Story of Charles Chaplin
- 1927 : On with the Dance
- 1931 : A Sister to Assist 'Er

### Comme réalisateur
- 1920 : The Law Divine
- 1922 : Trapped by the Mormons
- 1922 : Tense Moments with Great Authors
- 1922 : Tense Moments from Great Plays
- 1922 : The Old Actor's Story
- 1922 : Nancy
- 1922 : Married to a Mormon
- 1922 : Macbeth
- 1922 : In the Signal Box
- 1922 : Fagin
- 1922 : Crushing the Drug Traffic
- 1922 : Bleak House
- 1925 : The Only Man
- 1926 : The Simple Life
- 1926 : The Life Story of Charles Chaplin
- 1926 : The Game Chicken
- 1926 : Fun at the Fair
- 1926 : Bindle's Cocktail
- 1926 : Bindle, Millionaire
- 1926 : Bindle Introduced
- 1926 : Bindle in Charge
- 1926 : Bindle at the Party
- 1927 : La Traviata
- 1927 : Samson and Delilah
- 1927 : Rigoletto
- 1927 : Martha
- 1927 : Maritana
- 1927 : Lily of Killarney
- 1927 : Faust
- 1927 : Daughter of the Regiment
- 1927 : Carmen
- 1927 : The Bohemian Girl

### Comme scénariste
- 1918 : Lead, Kindly Light
- 1921 : Love at the Wheel
- 1926 : The Life Story of Charles Chaplin
- 1936 : On Top of the World